# Bela Badea
Bela Badea (ur. 21 lutego 1969) – rumuński szachista, arcymistrz od 1999 roku. Do 1989 r. występował pod nazwiskiem Takacs.

## Kariera szachowa
Od końca lat 80. należy do szerokiej czołówki rumuńskich szachistów. Czterokrotnie zdobył medale indywidualnych mistrzostw Rumunii: dwa złote (1997, 1998) i dwa brązowe (1988, 2005). W latach 1990 i 2000 reprezentował swój kraj na szachowych olimpiadach, natomiast w 1989 roku – na drużynowych mistrzostwach Europy.
Wielokrotnie startował w turniejach międzynarodowych, sukcesy osiągając m.in. w Bukareszcie (I miejsca w latach 1993, 1995, 1996, 2000; dz. I m. w roku 2004 wspólnie z Wadimem Szyszkinem i George-Gabrielem Grigore), Giessen (1995, dz. I m.), Bratto (1996, dz. II m. za Sahbazem Nurkiciem, wspólnie m.in. z Lexy Ortegą), Sisaku (1998, dz. II m. za Siergiejem Berezjukiem, wspólnie z Sandorem Videkim), Samoborze (1998. I m.), Nereto (1998, dz. II m. za Władimirem Łazariewem, wspólnie m.in. z Davorem Komljenoviciem), Gausdal (2001, turniej Classics IM-B, dz. I m. wspólnie z Erikiem Hedmanem), Créon (2001, dz. I m. wspólnie m.in. z Glennem Flearem, Alexandre Dgebuadze i Władysławem Niewiedniczym), Nereto (2001, dz. I m. wspólnie z Ovidiu Foișorem), Saint-Affrique (2003, dz. II m. za Jean-Marcem Degraeve, wspólnie z Nenadem Sulavą i Didierem Collasem), Marsylii (2003, dz. III m. za Markiem Hebdenem i Władimirem Jepiszynem, wspólnie z Pawłem Eljanowem i Aleksandrem Karpaczewem), Guingamp (2004, dz. II m. za Aleksandrem Sułypą, wspólnie m.in. z Siergiejem Kasparowem i Jurijem Sołodowniczenko) oraz w Eforie Nord (2007, dz. II m. za Andreiem Murariu, wspólnie m.in. z Ciprianem-Costicą Nanu).
Najwyższy ranking w kiarierze osiągnął 1 stycznia 1998 r., z wynikiem 2545 punktów dzielił wówczas 4. miejsce (wspólnie z Mihailem Marinem) wśród rumuńskich szachistów.